# Shannyn Sossamon
Shannon Marie Kahoolani Sossamon (* 3. říjen 1978, Honolulu, USA) je americká herečka.

## Počátky
Narodila se v Honolulu na Havaji. Její matka Sherry pracuje jako zdravotní sestřička, zaměstnání otce Todda Lindberga není známo. Shannyn má předky z několika zemí Evropy a vyrůstala v Renu v Nevadě, kde také studovala. Poté se věnovala tanci a plánovala započít kariéru v tomto oboru, přesto se dostala k herectví. Pracovala také v klubech jako DJka.

## Kariéra
Před kamerou se poprvé objevil v roce 1997, a to konkrétně v seriálu Mr. Show with Bob and David. O čtyři roky později přišla role, která znamenala její výrazné zviditelnění na filmovém plátně. V castingu uspěla před Kate Hudson a mohla si tak zahrát s Heathem Ledgerem v úspěšném snímku Příběh rytíře.
Čeští diváci ji mohou také znát z filmů jako Katakomby, Prázdniny, Sebevrazi - Love story z onoho světa nebo Kiss Kiss Bang Bang.

## Ocenění
V roce 2002 obdržela cenu Young Hollywood Award za nejlepší ženský herecký objev. Získala kromě toho také 4 nominace na další ceny, a to na Teen Choice Award a MTV Movie Award.

## Osobní život
S manželem Dallasem Claytonem má syna Audia Science.

## Filmografie

### Film
| Rok  | Název                                | Role                      | Poznámky            |
| ---- | ------------------------------------ | ------------------------- | ------------------- |
| 2001 | Příběh rytíře                        | Jocelyn                   |                     |
| 2002 | 40 dnů a 40 nocí                     | Erica Sutton              |                     |
| 2002 | Pravidla vášně                       | Lauren Hynde              |                     |
| 2003 | Moses                                | Max                       | krátkometrážní film |
| 2003 | Pojídač hříchů                       | Mara Sinclair             |                     |
| 2005 | Cesta ke zlu                         | Marisol                   |                     |
| 2005 | Stopař duchů                         | Taylor Spencer            |                     |
| 2005 | I Hate You Leilani                   | Jo                        | krátkometrážní film |
| 2005 | The Double                           | Melanie                   | krátkometrážní film |
| 2005 | A proč já?                           | Josie                     |                     |
| 2005 | Kiss Kiss Bang Bang                  | dívka s růžovými vlasami  |                     |
| 2006 | Sebevrazi - Love story z onoho světa | Mikal                     |                     |
| 2006 | Prázdniny                            | Maggie                    |                     |
| 2007 | Katakomby                            | Victoria                  |                     |
| 2008 | Zmeškaný hovor                       | Beth Raymond              |                     |
| 2009 | Life Is Hot in Cracktown             | Concetta                  |                     |
| 2010 | Our Family Wedding                   | Ashley McPhee             |                     |
| 2010 | Velká fuška                          | Claire                    |                     |
| 2010 | Cesta nikam                          | Laurel Graham Velma Duran |                     |
| 2011 | Svět po zániku                       | Shannon                   |                     |
| 2011 | Fight for Your Right Revisited       | Café Patron               | krátkometrážní film |
| 2012 | The End of Love                      | Lydia                     |                     |
| 2012 | The Cyclist                          | Girl                      | krátkometrážní film |
| 2013 | Desire                               | Melody                    | krátkometrážní film |
| 2015 | Sinister 2                           | Courtney Collins          |                     |
| 2018 | Ghost Light                          | Liz Beth Stevens          |                     |
| 2019 | The Hour After Westerly              | Žena                      | krátkometrážní film |
| 2021 | High Holiday                         | Liz Corksey               |                     |
| 2021 | The Undertaker's Wife                | Sarah Davis               |                     |
| 2022 | There Are No Saints                  | Inez                      |                     |

### Televize
| Rok     | Název                                     | Role          | Poznámky                                                |
| ------- | ----------------------------------------- | ------------- | ------------------------------------------------------- |
| 2004    | Zákon a pořádek: Útvar pro zvláštní oběti | Myra Denning  | díl: Pochybnost                                         |
| 2007    | Dirt                                      | Kira Klay     | vedlejší role (1. řada), 5 dílů                         |
| 2007–08 | Za svitu měsíce                           | Coraline      | hlavní role, 10 dílů                                    |
| 2010    | Jak dobýt Ameriku                         | Gingy Wu      | vedlejší role (1. řada), 8 dílů                         |
| 2013    | Mistresses                                | Alex          | vedlejší role (1. řada), 8 dílů                         |
| 2014    | Za zdí zahrady                            | Lorna (hlas)  | díl: Cinkot zvonečku                                    |
| 2015–16 | Městečko Pines                            | Theresa Burke | hlavní role (1. řada), vedlejší role (2. řada), 14 dílů |
| 2015–16 | Ospalá díra                               | Pandora       | hlavní role (3. řada), 18 dílů                          |

### Videohry
| Rok  | Název              | Role               | Poznámky |
| ---- | ------------------ | ------------------ | -------- |
| 2012 | Hitman: Absolution | Jade Nguyen (hlas) |          |